# Barsebäckværket
Barsebäckværket er et nedlagt atomkraftværk, som var i drift fra 1975-2005, beliggende ved landsbyen Barsebäck i Skåne. 
Værket startede produktionen i 1975. Dets to reaktorer er nu taget ud af drift. Dette skete til dels efter stærkt pres fra Danmark, hvor OOA fandt en betydelig risiko ved den nære beliggenhed til millionbyen København. Herudover er Barsebäckværket, ifølge geologiprofessor Jens Morten Hansen, placeret næsten direkte ovenpå forkastningen Tornqvistzonen. Ifølge Jens Morten Hansen ville det have diskvalificeret placeringen i USA.
Reaktoren Barsebäck 1 lukkede i 1999, og Barsebäck 2 lukkede 31. maj 2005.
Nedbrydnings- og oprydningsarbejdet kan på grund af opbygning af et lager (SFR, Forsmark) for lav- og middelradioaktivt affald først begyndes i ca. 2020 og forventes at tage syv år. Højaktivt affald oplagres på CLAB ved Oskarshamn til ca. 2045.

## Fodnoter
1. ↑  Hvad skal væk? Barsebäck.
2. ↑  Dansk jordskælv kan koste menneskeliv, berlingske.dk, 16. december 2008. Citat: "...I den forbindelse peger han bl.a. på det nu afviklede atomkraftværk Barsebäck bare 20 km fra København. Det står næsten direkte oven på forkastnings- eller jordskælvszonen Sorgenfrei-Tornquist - og tilmed i et geologisk ustabilt såkaldt kompressionsområde, der er udsat for et kraftigere underjordisk tryk end nærliggende jordlag. "Hvis Barsebäck havde ligget i et tilsvarende ustabilt område i USA, så havde det ifølge amerikansk lov været ulovligt placeret. Geologer har især frygtet, at kølevandsforsyningen til værket kunne blive revet i stykker under et kraftigt jordskælv, hvilket ville have været fatalt," forklarer han..."